# Нурланський човен

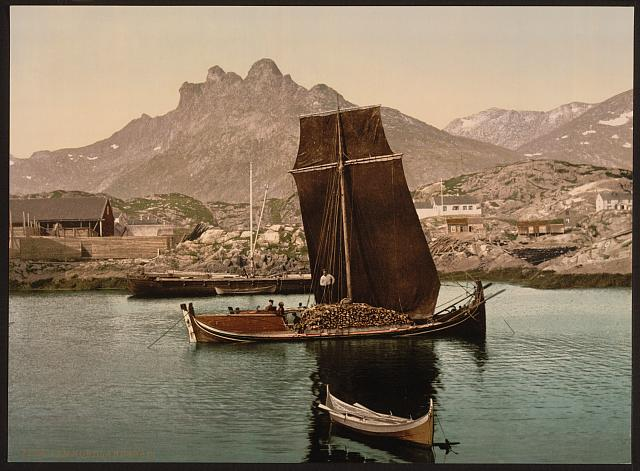
Два нурланські човни в гавані Сволвера (Лофотенські острови), більший з яких через великий вантаж риби та дерев'яних колод має дуже низьку осадку.Фотографія 1890—1900 років.

Нурланський човен (норв. Nordlandsbåt) — тип рибальського човна, який використовувався протягом століть у північних графствах Нурланн, Трумс і Фіннмарк у Норвегії та отримав свою назву від графства Нурланн. Нурланські човни з часів Доби вікінгів домінували у рибальській промисловості островів Лофотен і Вестеролен і за своїми технічними характеристиками тісно пов'язані із історичними кораблями вікінгів.

## Будівництво

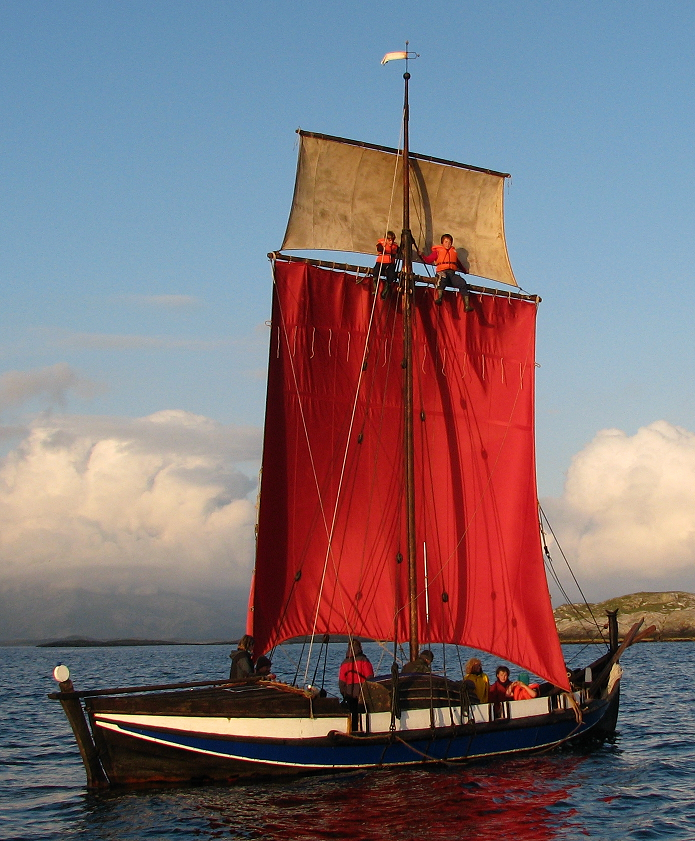
Традиційний норвезький човен Nordland поблизу Kvitvær (Lurøy, Nordland)

Нурланські човни має клінкерну конструкцію корпусу з кермом на ахтерштевні. Їх довжина коливалась від невеличких 4-5 метрових човнів з двома банками (фарінг) до великих човнів з шістьма банками довжиною понад 10 метрів (фемборінг). Човни зазвичай мають співвідношення довжини до ширини 3:1 або 4:1. Човни мають високі штевні на носі і кормі, неглибокий кіль, V-подібний корпус і внутрішній планшир, який можна використовувати для сушіння рибальських сіток, коли вони витягнуті на борт. Деякі з великих нурланських човнів мали зйомну кабіну, яка використовується як укриття, часто всередині є дров'яна піч.
Нурланські човни зазвичай були озброєні одним великим прямим вітрилом, а найбільші човни мали додаткове пряме верхнє вітрило (марсель). Це один із небагатьох типів човнів, які досі використовують такий тип вітрил.
Норландськы човни будували майже виключно з сосни, а в північних регіонах — ялина. Дуб був улюбленою деревиною для кораблебудівників протягом століть через його стійкість до гниття, міцність і довговічність, однак дуб не є поширеним в Норвегії північніше від графства Тренделаг, а також є важкою деревиною, тому такі човни важко витягти на берег, що робилося щодня. Оскільки сосна та ялина є більш легкими породами деревини, човни, виготовлені з них було легше щодня витягувати на берег, хоча їх довговічність поступалась човнам, виготовленими з дуба.

## Саамські версії
Нурланські човни мають дуже довгу історію використання на узбережжі Північної Норвегії, як норвежцями, так і саамами, які плавали на таких човнах приблизно з 950 року. Приблизно в 1000 р. нашої ери саами почали будувати нурланські човни для своїх норвезьких клієнтів уздовж північних прибережних фермерських громад, а незабаром норвежці почали будувати такі човни для себе самостійно.
Однією з найбільших відмінностей між нурланськими човнами, побудованими норвежцями та саамами є те, що саами «зшивали» дошки обшивки за допомогою оленячих кишок (тобто їх човни відносились до типу «зшитих» суден), тоді як норвежці використовували для цього залізні заклепки. Нурланські човни продовжували будувати понад 1000 років, і на початку ХХ століття вони все ще використовувалися для риболовлі та прибережного транспорту.

Нурланський човен на сучасному гербі фюльке Нурланн, Норвегія (1965)

## Забезпечення остійності
Однією з унікальних особливостей нурланських човнів є їх баластна система. Для обтяження човна і надання йому остійності, на дно човна клали десятки круглих каменів розміром з кулак. Якщо човну загрожує затоплення, каміння викидалось з човна, що полегшувало його і дозволяло утримати його на плаву.

## Нурланські човни сьогодні
Нурланські човни сьогодні зазвичай вже не використовуються для рибальства. Ті човни, що залишились використовуються переважно як прогулянкові судна та для проведення щорічних перегонів. На гербі фюльке Нурланн зображено традиційний нурланський човен.